# Golf Manor (Ohio)
Golf Manor es una villa ubicada en el condado de Hamilton en el estado estadounidense de Ohio. En el Censo de 2010 tenía una población de 3611 habitantes y una densidad poblacional de 2.424,72 personas por km².

## Geografía
Golf Manor se encuentra ubicada en las coordenadas 39°11′15″N 84°26′48″O / 39.18750, -84.44667. Según la Oficina del Censo de los Estados Unidos, Golf Manor tiene una superficie total de 1.49 km², de la cual 1.49 km² corresponden a tierra firme y (0%) 0 km² es agua.

## Demografía
Según el censo de 2010, había 3611 personas residiendo en Golf Manor. La densidad de población era de 2.424,72 hab./km². De los 3611 habitantes, Golf Manor estaba compuesto por el 24.29% blancos, el 72.64% eran afroamericanos, el 0.14% eran amerindios, el 0.25% eran asiáticos, el 0% eran isleños del Pacífico, el 0.42% eran de otras razas y el 2.27% pertenecían a dos o más razas. Del total de la población el 1.19% eran hispanos o latinos de cualquier raza.